# Joseph Lykken

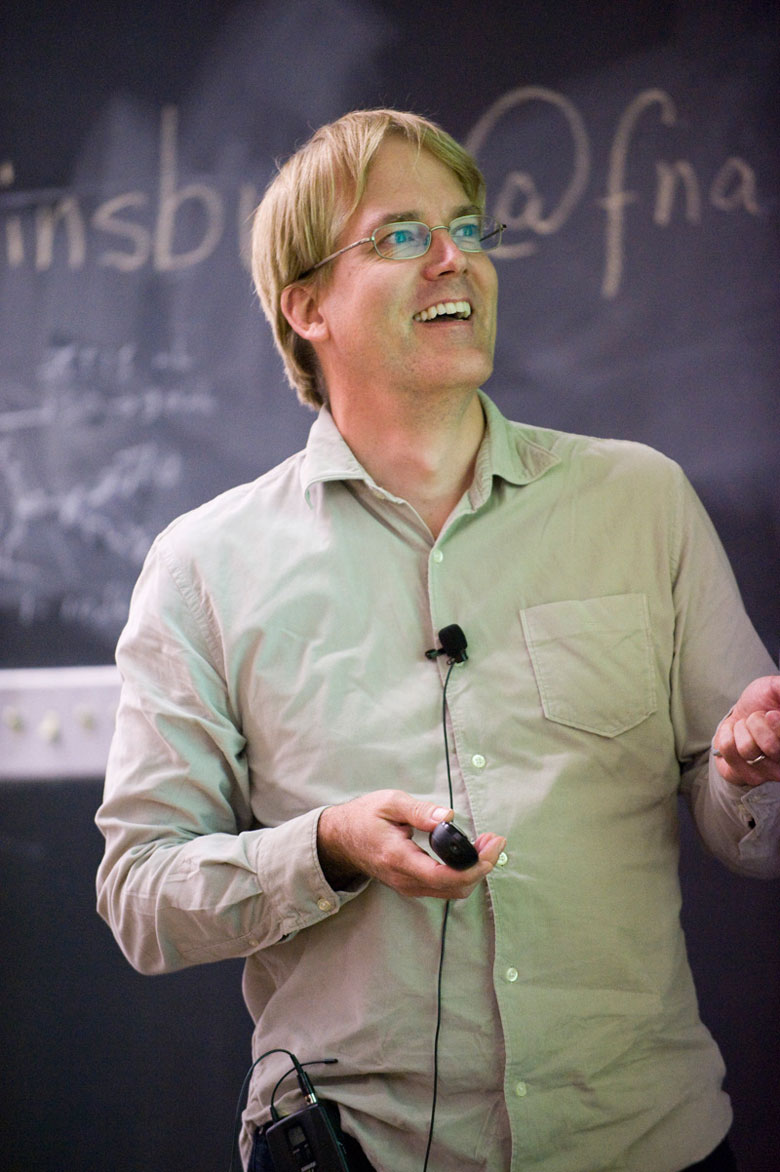
Joseph Lykken

Joseph David Lykken (* 17. Juni 1957 in Minneapolis, Minnesota) ist ein US-amerikanischer theoretischer Physiker, der sich mit Stringtheorie und Hochenergiephysik befasst.
Lykken, der Sohn des Psychologen David T. Lykken (1928–2006), besuchte die Phillips Exeter Academy, studierte an der University of Minnesota (Bachelor 1977) und wurde 1982 am Massachusetts Institute of Technology promoviert. Als Post-Doktorand war er am Los Alamos National Laboratory und der City University of New York. Ab 1987 war er am Santa Cruz Institute for Particle Physics und ab 1989 am Fermilab. Er ist in der Theorieabteilung des Fermilab und seit 2007 am CMS-Experiment des Large Hadron Collider am CERN beteiligt.
2000 war er Gastprofessor an der University of Wisconsin–Madison und 2005 an der Universität von Valencia. 2001 bis 2005 war er Professor am Enrico Fermi Institute der University of Chicago.
Er befasst sich mit Stringtheorie, Dunkler Materie, Physik des Higgs-Bosons, Supersymmetrie und Extra-Dimensionen. 1996 schlug er weak scale superstrings mit Extradimensionen vor, die in großen Teilchenbeschleunigerexperimenten wie dem am LHC beobachtbar sein sollten.
Er war Vorstand der Abteilung Teilchen und Felder der American Physical Society (APS). Er ist Fellow der APS (1999) und der American Association for the Advancement of Science (2003). Seit 2007 ist er Trustee des Aspen Center for Physics.

## Schriften
- mit Ian Low, Gabe Shaughessy Have we observed the Higgs (Imposter)?, Preprint 2012
- mit Daniele S.M. Alves, Matthew R. Buckley, Patrick J. Fox, Chiu-Tien Yu Stops and MET: the shape of things to come, Preprint 2012
- Beyond the Standard Model, CERN Yellow Report 2010
- mit Alfaro De Rujula, Maurizio Pierini, Christopher Rogan, Maria Spiropulu Higgs look-alikes at the LHC, Phys. Rev. D, Band 82, 2010, 013003. Arxiv
- mit D. Chung, L. Everett, Gordon Kane, S. King, L. T. Wang The soft supersymmetry-breaking lagrangian: theory and applications, Physics.Reports 407 (2005), 1-203
- mit Gabriela Barenboim, L. Borissov, A. Y. Smirnov Neutrinos as the messengers of CPT violation, J. High Energy Physics, 0210, 2002, 001
- mit Lisa Randall The shape of gravity, J. High Energy Physics, 0006, 2000, 014
- mit T. Han, R. J. Zhang On Kaluza-Klein states from large extra dimensions, Phys. Rev. D, Band 59, 1999, S. 105006
- Weak scale superstrings, Physical Review D, Band 54, 1996, S. 3693
- mit S. Chaudhuri, G. Hockney Maximally supersymmetric string theories in D <10, Phys. Rev. Lett., Band 75, 1995, 2264
- mit Chaudhuri, Hockney Three generations in the fermionic construction, Nucl. Phys. B, Band 469, 1996, 357
- mit Gary Horowitz, Ryan Rohm, Andrew Strominger Purely cubic action for string field theory, Phys. Rev. Lett., Band 57, 1986, S. 283
- mit L. Hall, Steven Weinberg Supergravity as the messenger of supersymmetry breaking, Phys. Rev. D, Band 27, 1983, S. 2359